# Beorfrido (monge)
Beorfrido (em latim: Beorfridus; em inglês antigo: Beorhtfrith) ou Berfrido (Berfridus; Berhfrid) foi monge anglo-saxão do século VIII. Em 705/725, o rei Notelmo concedeu 4 hidas em Peppering próximo ao rio Arun para Beorfrido, que as vendeu para Eola.